# Ypreville-Biville
Ypreville-Biville is een gemeente in het Franse departement Seine-Maritime (regio Normandië). De gemeente telt 451 inwoners (1999). De plaats maakt deel uit van het arrondissement Le Havre.

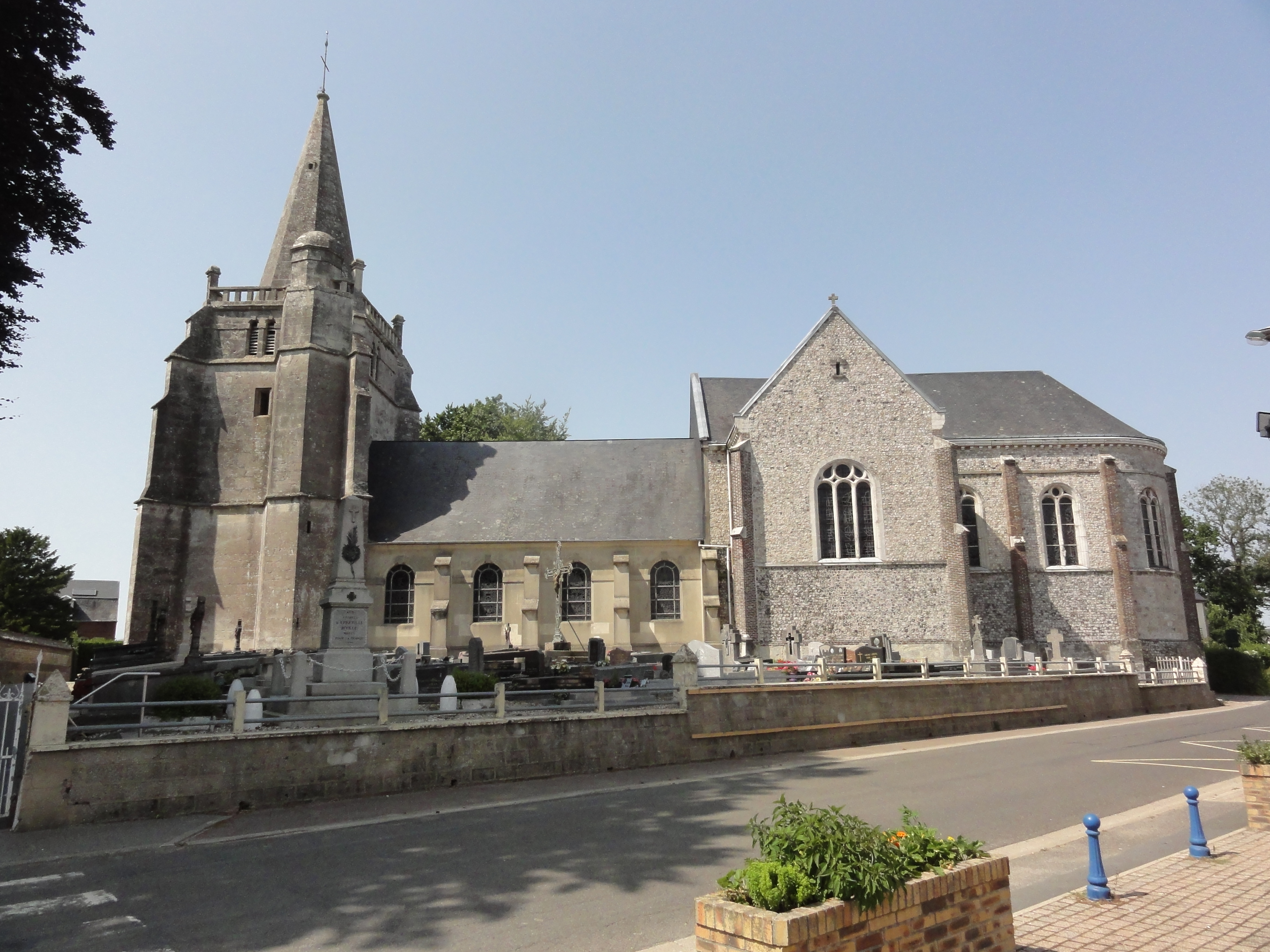
Église Saint-Michiel

## Geschiedenis
Oude vermeldingen van de plaats gaan terug tot de 11de eeuw als Ypram Villam en de 13de eeuw als Esprevillam en Yprevilla. De 18de-eeuwse Cassinikaart toont hier het dorp Ypreville.
Op het eind van het ancien régime eind 18d eeuw, toen de gemeenten werden gecreëerd, werd Ypreville een gemeente. In 1825 werd buurgemeente Biville-la-Martel aangehecht bij Ypreville, dat werd hernoemd in Ypreville-Biville.
In 1973 werd de buurgemeenten Limpiville, Sorquainville en Thiétreville aangehecht in een fusiegemeente met de naam Saint-Michel-en-Caux, met Ypreville-Biville als hoofdplaats. De gemeentenaam verwees naar Sint-Michiel, de patroonheilige van de kerk van Ypreville, en naar het Pays de Caux. In 1979 werd de fusie echter weer ongedaan gemaakt en gingen de gemeenten weer zelfstandig verder. Ypreville-Biville werd zo weer een aparte gemeente.

## Geografie
De oppervlakte van Ypreville-Biville bedraagt 10,3 km², de bevolkingsdichtheid is 43,8 inwoners per km².
In de gemeente ligt naast het dorp Ypreville ook het dorpje Biville-la-Martel, een kilometer ten noorden van Ypreville. In het zuiden ligt het gehucht Joyeux. Verder liggen op het grondgebied nog enkele kleinere gehuchtjes, waaronder Manoury, Mont le Roi en Les Boues.
De onderstaande kaart toont de ligging van Ypreville-Biville met de belangrijkste infrastructuur en aangrenzende gemeenten.

## Bezienswaardigheden
- De Église Saint-Michel

## Demografie
Onderstaande figuur toont het verloop van het inwonertal (bron: INSEE-tellingen).